# ناثان لورد
ناثان لورد (بالإنجليزية: Nathan Lord)‏ هو موظف مدني أمريكي، ولد في 28 نوفمبر 1792 في Berwick, Maine ‏ في الولايات المتحدة، وتوفي في 9 سبتمبر 1870 في هانوفر في الولايات المتحدة.